# Arycanda interfusa
Arycanda interfusa är en fjärilsart som beskrevs av Warren. Arycanda interfusa ingår i släktet Arycanda och familjen mätare. Inga underarter finns listade i Catalogue of Life.